# Ischyromene australis
Ischyromene australis là một loài chân đều trong họ Sphaeromatidae. Loài này được Richardson miêu tả khoa học năm 1906.